# Дон Бенедето Скафи (Фрозиноне)
Дон Бенедето Скафи је насеље у Италији у округу Фрозиноне, региону Лацио.
Према процени из 2011. у насељу је живело 41 становника. Насеље се налази на надморској висини од 720 м.